# Gairich
Der Gairich ist ein 919 m (3.015 ft) hoher, als Munro und Marilyn eingestufter Berg in Schottland. Er liegt im Westen der Region Lochaber in einer einsamen Berglandschaft zwischen Loch Quoich und Loch Arkaig, etwa 20 Kilometer nordöstlich von Glenfinnan und gut 25 Kilometer nordwestlich von Fort William. Sein gälischer Name kann in etwa mit Aufruhr, Lärm oder Lauter Berg übersetzt werden und ist wie beim auf der anderen Seite von Loch Quoich nördlich liegenden Gleouraich von den herbstlichen Brunftschreien der Rothirsche abgeleitet.
Zwischen dem Südufer von Loch Quoich, über dem er steil und markant aufragt, und dem einsamen Glen Kingie gelegen, ist der Gairich ein einzeln stehender Berg mit mehreren Graten. Sein Gipfelgrat verläuft in etwa von Südwest nach Nordost. Neben dem Hauptgipfel am nordöstlichen Ende des Grats liegt im Südosten der 730 m (2.395 ft) hohe Nebengipfel Gairich Beag. Vom im Gipfelbereich felsigen Hauptgipfel laufen drei weitere Grate nach Nordwesten, Norden und Osten. Der Nordwestgrat wendet sich nach Norden, wo er im 436 m (1.430 ft) hohen Meall a’ Choire Leith oberhalb des Südufers von Loch Quoich endet. Zusammen mit dem Nordgrat umfasst er das weite und im oberen Bereich von steilen Felsen geprägte Coire Liath. Der als Druim na Geid Salaich bezeichnete Ostgrat ist im oberen Bereich felsig und weitet sich auf halber Höhe, auf rund 570 m Höhe zum Bac nam Fòid auf, einem kleinen Plateau mit mehreren kleinen Lochans. Weiter nach Osten fällt der Grat in das Glen Kingie ab. Im oberen Bereich umfassen der Ost- und der Nordgrat das Coire Thollaid. Die Südseite des Berges ist vor allem von steilen Grasflanken geprägt, die die Nordseite des Glen Kingie bilden. Lediglich im westlichen Abschnitt des Gipfelgrats ist dessen oberer Bereich felsdurchsetzt.

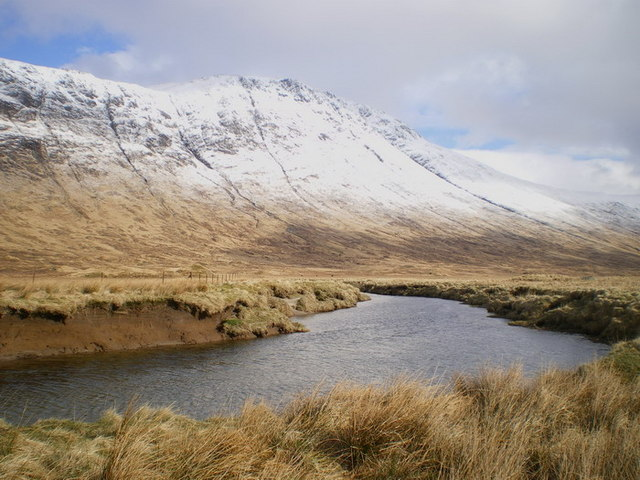
Die Südseite des Gairich aus dem Glen Kingie gesehen, im Vordergrund der River Kingie
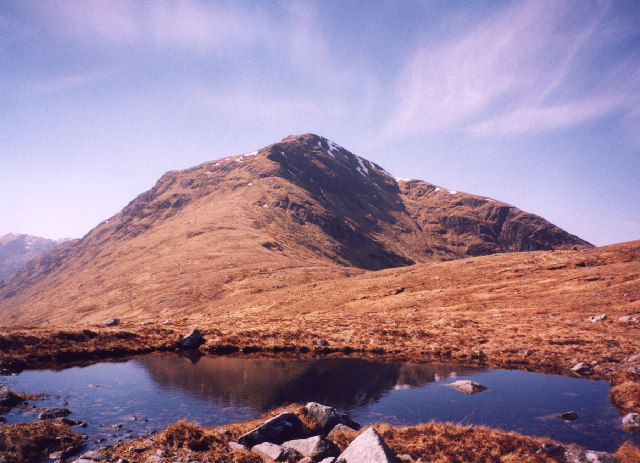
Auf dem Ostgrat des Gairich, Blick zum Gipfel
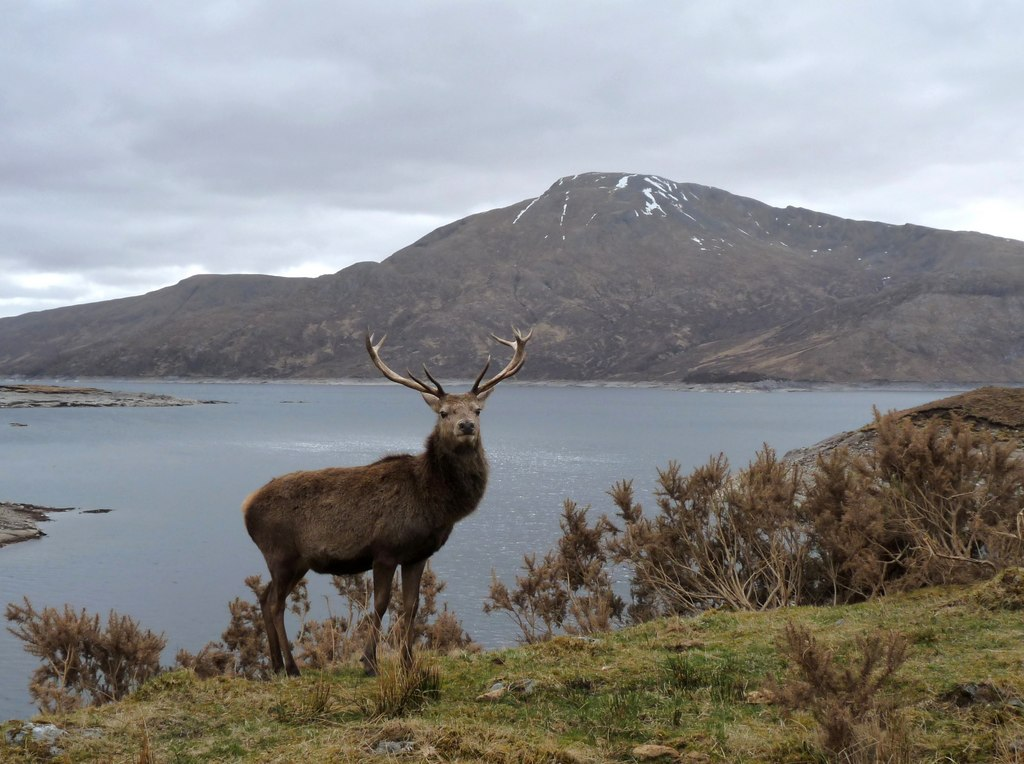
Ein Rothirsch am Ufer von Loch Quoich, im Hintergrund die Nordseite des Gairich
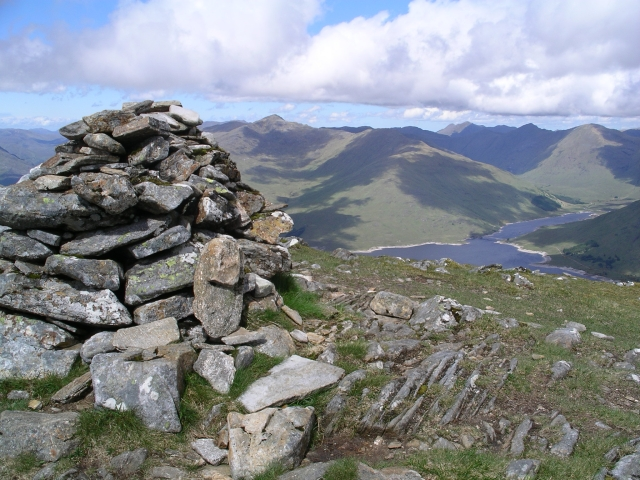
Der Gipfelcairn des Gairich, im Hintergrund rechts neben dem Cairn der Sgùrr a’ Mhaoraich und Loch Quoich

Üblicher Ausgangspunkt für eine Besteigung des Gairich ist der Staudamm von Loch Quoich, der über eine schmale Single track road im Glen Garry erreicht werden kann. Über den Damm und entlang des Ostufers von Loch Quoich führt der Zustieg über den Ostgrat bis zum Gipfel. Im Gipfelbereich erfordert der Anstieg einige leichtere Klettereinlagen. Über den Gairich Beag kann der westlich benachbarte, 1.003 m (3.291 ft) hohe Sgùrr Mòr erreicht werden, eine gemeinsame Besteigung der beiden Munros wird jedoch nur für sehr ausdauernde Munro-Bagger empfohlen.